# Steve Burtenshaw
Steve Burtenshaw, właśc. Stephen Burtenshaw (ur. 2 listopada 1935 w Portslade, zm. 17 lutego 2022) – angielski piłkarz i trener występujący na pozycji pomocnika. Całą swoją karierę piłkarską spędził w klubie Brighton & Hove Albion, dla którego rozegrał 237 spotkań i zdobył 3 gole.
Karierę trenerską rozpoczął w 1973 roku w Sheffield Wednesday, lecz pracował tam tylko do 1975. W 1977 roku został tymczasowym szkoleniowcem Evertonu, zaś później, do 1979 prowadził QPR. Po 7-letniej przerwie, w 1986 powrócił na chwilę na ławkę szkoleniową tymczasowo prowadząc Arsenal F.C., który zwolnił w tamtym czasie Dona Howe.